# Gastrooesophagealis refluxbetegség
Refluxbetegségről akkor beszélünk, amikor a gyomor (gaster) savas tartalma valamilyen mértékben a nyelőcsőbe (oesophagus) rendszeresen visszakerül (reflux = visszafolyás). Egészségesekben is előfordulhat, hogy a gyomor záróizma nem zár mindig teljes biztonsággal, és ennek következtében néha felszökik a gyomorsav a nyelőcső alsó szakaszára. Ez azonban normálisnak tekinthető, és nem okoz komolyabb problémát. A fejlett ipari országokban a népesség 10-20%-ánál fordul elő refluxbetegség.

## Tünetei
A reflux azért okoz kellemetlen tüneteket, mert a gyomorban levő erős sav felmarja a nyelőcső, esetenként a gége nyálkahártyáját, illetve idegi úton hörgőgörcsöt is okozhat.
A betegség tünetei jellegzetesek. Az egyik leggyakoribb ezek közül a különböző mértékű gyomorégés. Ez rendszerint a szegycsont mögötti égető fájdalomérzetként jelentkezik, amely a mellkason keresztül felfelé, a szájba sugárzik. A fájdalmat ekkor már szinte bármilyen tevékenység fokozza: hajolás, lefekvés, hideg vagy forró ital, étkezés. Ez az érzés általában étkezés után néhány órával jelentkezik. Sokaknál a tünetek nem egyértelműek, más betegségre emlékeztetnek (gyakori a myocardialis infarktussal való összetévesztése, leginkább nő betegeknél). Így okozhat rekedtséget, éjszakai-reggeli krónikus köhögést, szorító mellkasi fájdalmat. További tünetek lehetnek még: égető, éles, szúró fájdalom a jobb bordaív alatt, illetve a gyomortájékon, savanyú szájíz, rossz lehelet, fogromlás.

## A betegség okai
A szakértők nagy szerepet tulajdonítanak a refluxbetegség kialakulásában a nyelőcső alsó záróizmának, illetve zárókészségének, mivel ez biztosítja a gyomortartalom visszafolyásának megakadályozását. Normál esetben a záróizom összehúzódásakor a nyelőcsőben keletkező nyomás nagyobb, mint a gyomorban lévő nyomás, így reflux nem jön létre.

## Szövődményei
Tartósan fennálló refluxbetegség súlyosan károsítja a nyelőcső nyálkahártyáját, ami annak gyulladásához vezet, ez az ún. reflux oesophagitis. A folyamat előrehaladtával a nyelőcső nyálkahártyája megváltozik, a normálisan jelenlévő többrétegű el nem szarusodó laphámot hengerhám váltja fel. Ez az elváltozás a Barrett-nyelőcső vagy Barrett oesophagitis egy daganatmegelőző állapot, melyből nyelőcső adenocarcinoma fejlődhet ki.

## Kezelése
A refluxbetegség lehetséges kezelési módjai: életmód-változtatások, gyógyszeres kezelések és sebészeti beavatkozás.

### Kezelés diétával
A problémát ketté kell választani, mivel nem minden esetben a sok gyomorsav okozza a problémát, hanem lehet, hogy éppen az ellenkezője. A kevés savnak is pontosan ugyanolyan tünetei vannak, ezért érdemes lehet orvos felkeresése a legjobb kezelés érdekében.

#### Diéta sok gyomorsav esetén
Érdemes sok zöldséget fogyasztani, mert alacsony a zsír és cukortartalma, és segít csökkenteni a gyomorsavat. Kiváló választás lehet a brokkoli, a spárga, a zöldbab, a karfiol, a burgonya, a leveles zöldség és az uborka.
Másik hasznos növény a gyömbér, mely természetes gyulladáscsökkentő és gyógymód a gyomorégés és más bélrendszeri betegségek kezelésére. A gyömbért lehet nyersen is fogyasztani, vagy hozzáadható reszelt formában a receptekhez.
A sovány húsfélék, mint például a csirke, a hal, a pulyka, mind alacsony zsírtartalmúak és csökkentik a reflux tüneteit. Érdemes előnyben részesíteni a grillt a sültekkel szemben.